# U-Bahnhof Kirchplatz (Frankfurt am Main)
Kirchplatz ist ein Bahnhof der U-Bahn Frankfurt. Er liegt auf der C-Strecke und wird von den Linien U6 und U7 bedient. Der Bahnhof liegt im Stadtteil Bockenheim unter der Ginnheimer Straße. Die Station wurde am 11. Oktober 1986 eröffnet.

## Lage

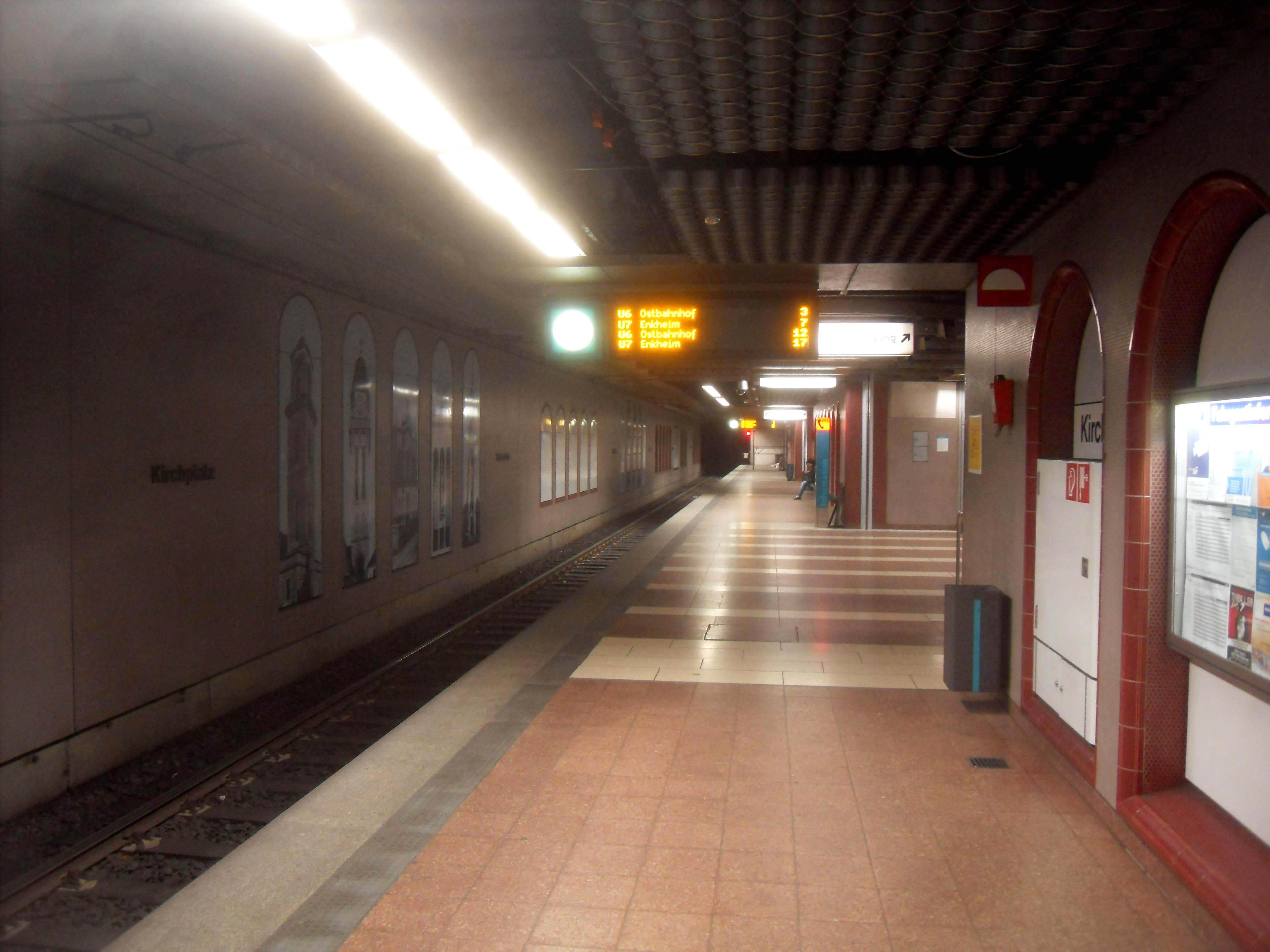
Bahnsteig des U-Bahnhofs Kirchplatz in Richtung Frankfurt-Ost und Enkheim

Der Bahnhof Kirchplatz liegt zwischen den Stationen Industriehof und Leipziger Straße.
Namensgeberin dieser Station ist die evangelische Jakobskirche, die am nördlichen Ende des kleinen Platzes liegt. Neben kirchlichen Motiven finden sich im U-Bahnhof auch alte Bilder der ehemals eigenständigen Stadt Bockenheim. Im Streckenverlauf ist es die erste unterirdische Station im postmodernen Stil der 1980er.

## Betrieb

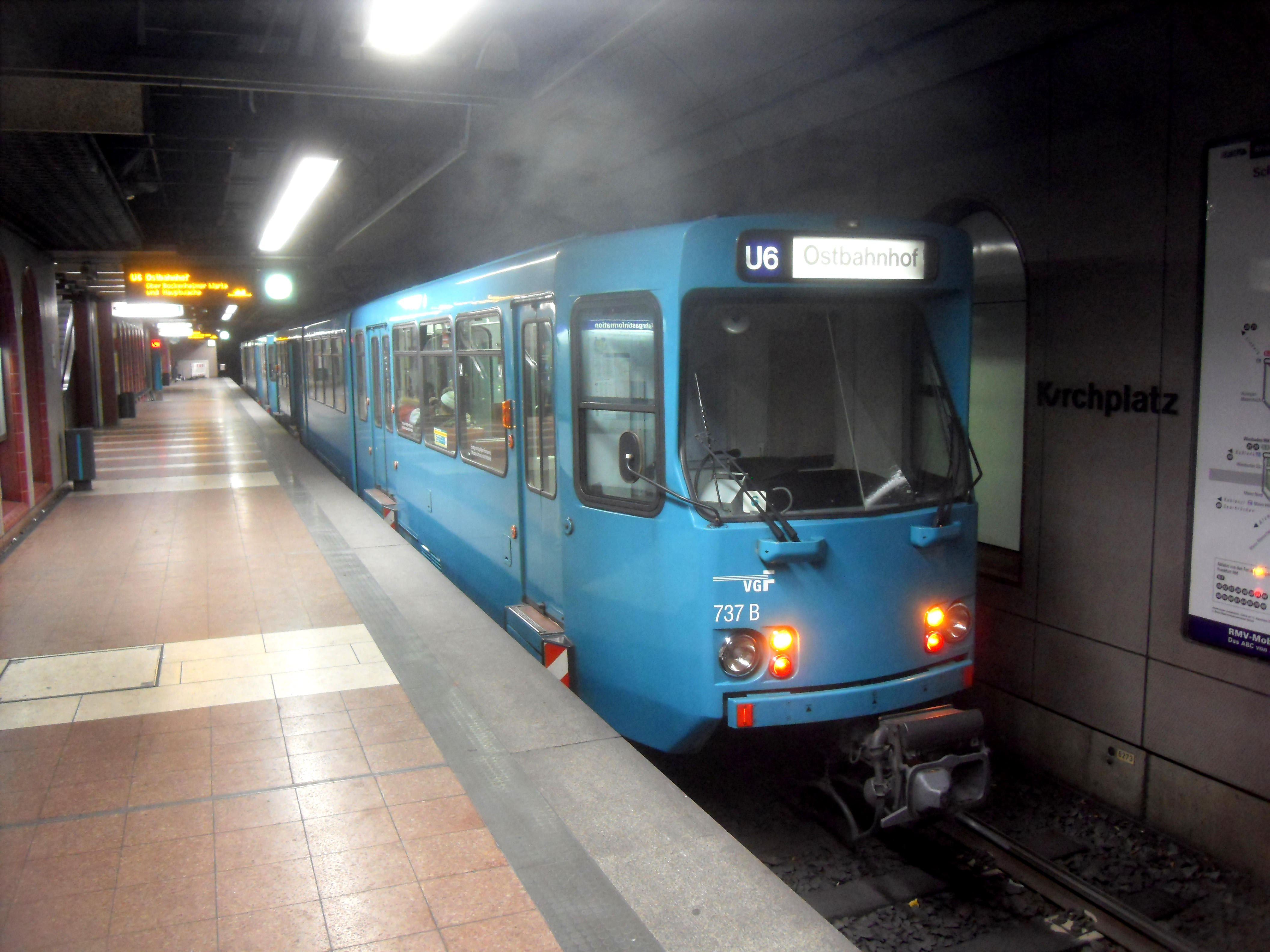
Wagen der U6 im U-Bahnhof Kirchplatz auf dem Weg zum Ostbahnhof

Der U-Bahnhof Kirchplatz wird von den Linien U6 und U7 bedient.
| Linie | Verlauf | Takt                 |
| ----- | --- | -------------------- |
| S6    | Hausen – Große Nelkenstraße – Industriehof – Kirchplatz – Leipziger Straße – Bockenheimer Warte – Westend – Alte Oper – Hauptwache – Konstablerwache – Zoo – Ostbahnhof | 10 min 7/8 min (HVZ) |
| S7    | Praunheim Heerstraße – Friedhof Westhausen – Stephan-Heise-Straße – Hausener Weg – Fischstein – Industriehof – Kirchplatz – Leipziger Straße – Bockenheimer Warte – Westend – Alte Oper – Hauptwache – Konstablerwache – Zoo – Habsburgerallee – Parlamentsplatz – Eissporthalle/Festplatz – Johanna-Tesch-Platz – Schäfflestraße – Gwinnerstraße – Kruppstraße – Hessen-Center – Enkheim | 10 min 7/8 min (HVZ) |